# Alfred Wesselmann

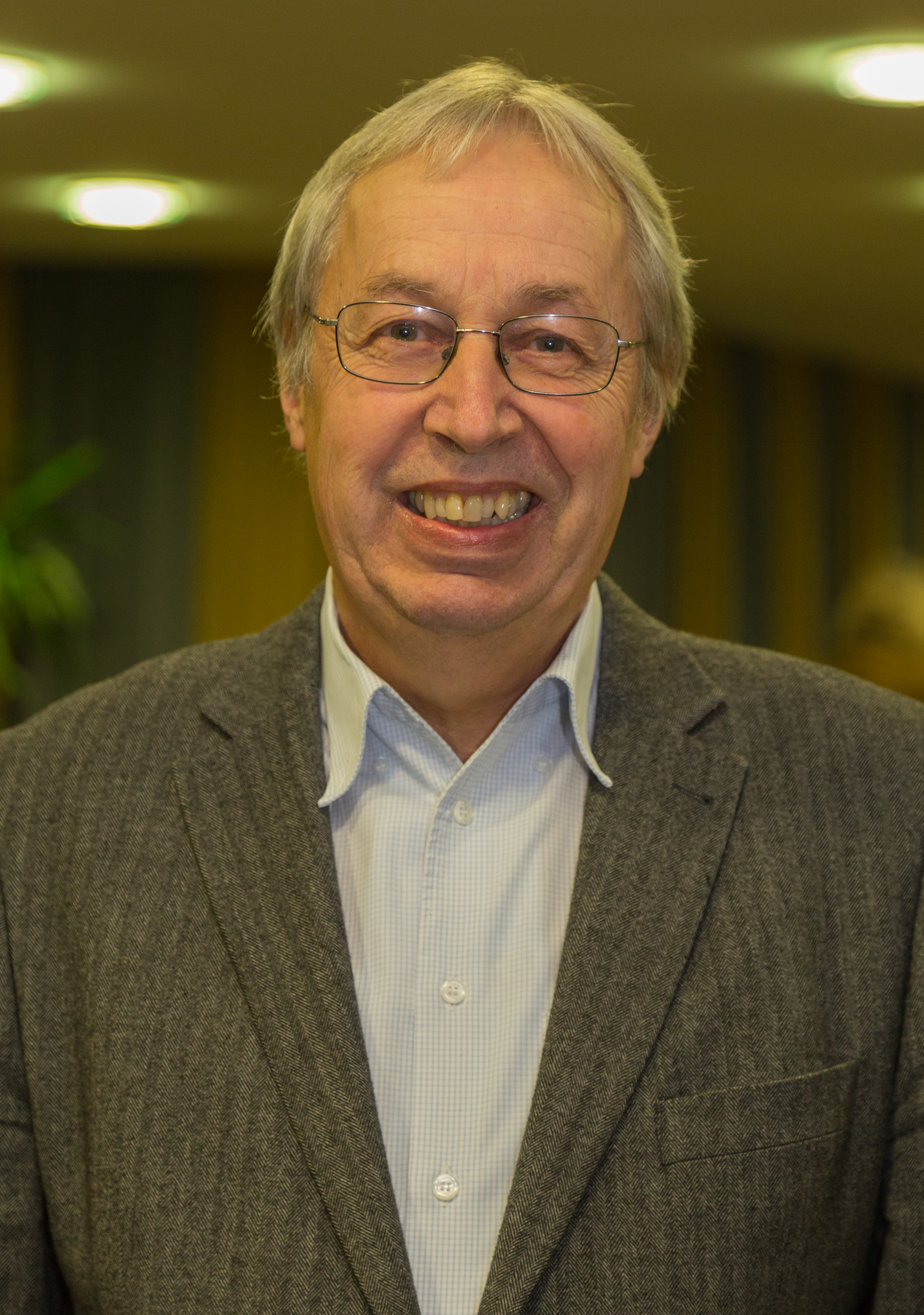
Alfred Wesselmann (2017)

Alfred Wesselmann (* 1948 in Mettingen) ist ein deutscher Gymnasiallehrer, Historiker und Autor.

## Leben
Alfred Wesselmann wuchs in seinem Geburtsort Mettingen an der Ibbenbürener Straße auf. Er besuchte die Grundschule in der Bauerschaft Wiehe, danach die Realschule in Mettingen und wechselte dann zum Goethe-Gymnasium Ibbenbüren. Nach dem Abitur absolvierte er ein Lehramtsstudium für die Fächer Geschichte und Englisch. Diese beiden Fächer unterrichtete er auch als Lehrer am Hannah-Arendt-Gymnasium Lengerich, zuletzt als Studiendirektor, bis zum Eintritt in den Ruhestand Anfang 2013. Zudem war er am Zentrum für schulpraktische Lehrerausbildung in Rheine tätig.
Als Lokalhistoriker hat sich Alfred Wesselmann mit verschiedenen Aspekten der Geschichte der Stadt Lengerich beschäftigt, häufig in enger Zusammenarbeit mit Heinrich Schlüter. Wesselmann engagiert sich im Heimatverein Lengerich, dessen „Arbeitskreis Stadtgeschichte“ er als Vorsitzender leitet.
Sein Interessens- und Forschungsschwerpunkt ist die demokratische Bewegung in Westfalen im Vormärz und in der Revolution von 1848/49. Besonders intensiv hat er in mehrjähriger Arbeit Leben und Wirken Hermann Krieges (1820–1850) erforscht, woraus eine Biografie des westfälischen Revolutionärs entstand. Mit dieser Dissertationsschrift Burschenschafter, Revolutionär, Demokrat: Hermann Kriege und die Freiheitsbewegung 1840–1850 wurde Alfred Wesselmann 2002 an der Westfälischen Wilhelms-Universität Münster zum Dr. phil. promoviert. Im gleichen Jahr gab er gemeinsam mit Heinrich Schlüter außerdem eine zweibändige Quellensammlung mit Briefen Krieges sowie von Kriminalakten und Presseveröffentlichungen heraus.
Im Zusammenhang mit diesen Studien entstand dann eine weitere Buchveröffentlichung über Das Westphälische Dampfboot, eine linksdemokratische bis frühsozialistische Wochenschrift im Vormärz, das 2004 erschien. Mit Der Kreis Tecklenburg in der Revolution 1848/49. Deutsche Politik im Spiegel provinzieller Verhältnisse (2012) nahm Wesselmann erneut die bewegte Zeit von der Märzrevolution bis zur Frankfurter Nationalversammlung in den Fokus. Dabei erweisen sich die damaligen Ereignisse im Kreis Tecklenburg nicht zuletzt auch deshalb als überregional von Interesse, weil dort deutschlandweit bis heute bekannte Persönlichkeiten wie Wilhelm Emmanuel von Ketteler und Karl Heinrich Brüggemann gegeneinander antraten.
Des Weiteren legte Wesselmann 2008 eine Biografie des Pfarrers und Missionars Eberhard Herrmann Röttger (1800–1888) vor. Beiträge von ihm erschienen außerdem in verschiedenen Fachzeitschriften und Schulpublikationen, aber auch in Unser Kreis, dem Jahrbuch für den Kreis Steinfurt, dem Jahrbuch für Forschungen zur Geschichte der Arbeiterbewegung sowie im Jahrbuch Westfalen.
Der Historiker ist Mitglied im „Amerikanetz – Netzwerk westfälische Amerika-Auswanderung seit dem 19. Jahrhundert“.
Alfred Wesselmann wohnt und arbeitet in Lengerich.

## Schriften
- als Zusammensteller zusammen mit Heinrich Schlüter: Lengerich und der Dreißigjährige Krieg. Arbeitskreis Stadtgeschichte im Heimatverein Lengerich, Lengerich 1998.
- Burschenschafter, Revolutionär, Demokrat: Hermann Kriege und die Freiheitsbewegung 1840–1850. Dissertationsschrift, Münster 2001 (im Druck unter diesem Titel bei Der Andere Verlag, Osnabrück 2002, ISBN 3-936231-11-7).
- als Zusammensteller und Herausgeber zusammen mit Heinrich Schlüter: Hermann Kriege. Dokumentation einer Wandlung vom Burschenschafter und Revolutionär zum Demokraten (1840 – 1850). Der Andere Verlag, Osnabrück 2002
  - Band 1: Briefe (ISBN 3-936231-12-5)
  - Band 2: Criminalakten & Presse (ISBN 3-936231-13-3).
- Das Westphälische Dampfboot. Vier Skizzen und Personenregister. Aisthesis Verlag, Bielefeld 2004 (ISBN 3-89528-447-5).
- Otto Lüning, das Westphälische Dampfboot und die sozialkritischen Tendenzen der zeitgenössischen Malerei, in: Jahrbuch für Forschungen zur Geschichte der Arbeiterbewegung, Heft I/2004.
- Eberhard Hermann Röttger (1800–1888). Missionar in Niederländisch-Indien – Pfarrer in Lengerich und Lotte. Agenda-Verlag, Münster 2008 (ISBN 978-3-89688-354-4).
- Der Kreis Tecklenburg in der Revolution 1848/49. Deutsche Politik im Spiegel provinzieller Verhältnisse. Band 22 der Reihe Vormärz-Studien. Aisthesis Verlag, Bielefeld 2012 (ISBN 978-3-89528-927-9).
- als Herausgeber: Schulen in Lengerich. Von den Anfängen bis zur Gegenwart. Westfälische Reihe, Münster 2014 (ISBN 978-3-95627-263-9 oder ISBN 978-3-95627-262-2).
- 34 französische Soldaten als kleine Plagegeister? Das Zentrale Fonterlebnis eines lengericher Pfarrerssohns im Ersten Weltkrieg. Ein Kriegsverbrechen?, in: Nordmünsterland. Forschungen und Funde 3.2016, S. 128–137.
- als Mitverfasser: 150 Jahre LWL-Klinik Lengerich. Kettler, Bönen 2016 (ISBN 978-3-00-054431-6).
- Freund oder Feind. Begegnung mit dem Fremden in Deutschland, Großbritannien und den USA während des Ersten Weltkriegs. Books on Demand, Norderstedt 2018 (ISBN 978-3-7460-3545-1; als E-Book: ISBN 978-3-7460-2181-2).
- als Zusammensteller: 1517–2017: 500 Jahre Reformation im Tecklenburger Land. Selbstverlag des Geschichts- und Heimatvereins Tecklenburg, Tecklenburg 2018 (ISBN 9783 925-147-37-1).
- Das Wikingerschiff – Eine Jugendzeitschrift aus Lengerich während des Nationalsozialismus. In: Nordmünsterland. Forschungen und Funde 7.2020, S. 128–152.
- als Herausgeber: Nach der Stunde Null. Gründung und Neugründung der politischen Parteien in Lengerich nach dem Zweiten Weltkrieg. Nordmünsterland – Studien Band 3, Lemgo 2020, ISBN 978-3-89918-083-1.